# Göran Hagberg
Ulf Göran Hagberg (ur. 8 listopada 1947 w Bjuv, zm. 2 kwietnia 2024) – szwedzki piłkarz występujący na pozycji bramkarza.

## Kariera klubowa
Hagberg zawodową karierę rozpoczynał w 1966 roku w klubie Landskrona BoIS. W 1969 roku trafił do Östers IF. W 1973 roku wywalczył z nim wicemistrzostwo Szwecji. W 1974 roku dotarł z klubem do finału Pucharu Szwecji, jednak Östers uległo tam Malmö FF. W 1975 roku Hagberg ponownie wywalczył z zespołem wicemistrzostwo Szwecji. W 1977 roku zdobył z klubem Puchar Szwecji, a w 1978 mistrzostwo Szwecji. W 1980 roku został graczem Alvesty GIF. W 1982 roku przeszedł do AIK Solny. W 1983 odszedł do Ljungby IF, gdzie w 1983 roku zakończył karierę.

## Kariera reprezentacyjna
W reprezentacji Szwecji Hagberg zadebiutował 11 lipca 1973 w wygranym 1:0 towarzyskim meczu z Islandią. W 1974 roku został powołany do kadry na mistrzostwa świata. Nie zagrał na nich w żadnym meczu, a Szwedzi zakończyli turniej na drugiej rundzie. W 1978 roku ponownie Hagberg był uczestnikiem mistrzostw świata. Tym razem również nie wystąpił na nich ani razu, a Szwedzi odpadli z turnieju po fazie grupowej. W latach 1973–1979 w drużynie narodowej Hagberg rozegrał w sumie 15 spotkań.